# Корсголд (Каліфорнія)
Корсголд (англ. Coarsegold) — переписна місцевість (CDP) в США, в окрузі Мадера штату Каліфорнія. Населення — 4144 особи (2020).

## Географія
Корсголд розташований за координатами 37°15′9″ пн. ш. 119°42′0″ зх. д. / 37.25250° пн. ш. 119.70000° зх. д. (37.252634, -119.699955).  За даними Бюро перепису населення США в 2010 році переписна місцевість мала площу 28,46 км², уся площа — суходіл.

## Демографія
Згідно з переписом 2010 року, у переписній місцевості мешкало 1840 осіб у 766 домогосподарствах у складі 550 родин. Густота населення становила 65 осіб/км².  Було 864 помешкання (30/км²).
Расовий склад населення:
| - 87,9 % — білих - 2,7 % — корінних американців - 1,7 % — азіатів - 0,6 % — чорних або афроамериканців - 0,3 % — вихідців з тихоокеанських островів - 2,6 % — осіб інших рас |

До двох чи більше рас належало 4,2 %. Частка іспаномовних становила 8,5 % від усіх жителів.
За віковим діапазоном населення розподілялося таким чином: 18,4 % — особи молодші 18 років, 54,1 % — особи у віці 18—64 років, 27,5 % — особи у віці 65 років та старші. Медіана віку мешканця становила 52,3 року. На 100 осіб жіночої статі у переписній місцевості припадало 91,1 чоловіків;  на 100 жінок у віці від 18 років та старших — 88,0 чоловіків також старших 18 років.
За межею бідності перебувало 16,4 % осіб, у тому числі 30,6 % дітей у віці до 18 років та 14,9 % осіб у віці 65 років та старших.
Цивільне працевлаштоване населення становило 285 осіб. Основні галузі зайнятості: освіта, охорона здоров'я та соціальна допомога — 35,4 %, мистецтво, розваги та відпочинок — 23,9 %, фінанси, страхування та нерухомість — 11,6 %, виробництво — 10,2 %.